# Rajanpur (Distrikt)
Der Distrikt Rajanpur ist ein Verwaltungsdistrikt in Pakistan in der Provinz Punjab. Sitz der Distriktverwaltung ist die gleichnamige Stadt Rajanpur.
Der Distrikt hat eine Fläche von 12.319 km² und nach der Volkszählung von 2017 1.995.958 Einwohner. Die Bevölkerungsdichte beträgt 162 Einwohner/km². Im Distrikt wird zur Mehrheit die Sprache Saraiki gesprochen.
Der Distrikt ist bekannt für den Anbau von Baumwolle.

## Lage
Der Distrikt befindet sich im Süden der Provinz Punjab, die sich im Westen von Pakistan befindet. Der Indus fließt durch den Distrikt.

## Verwaltungsgliederung
Der Distrikt ist administrativ in drei Tehsil unterteilt:
- Jampur
- Rajanpur
- Rojhan

## Geschichte
Der Distrikt entstand 1982 aus Teilen von Dera Ghazi Khan.

## Demografie
Zwischen 1998 und 2017 wuchs die Bevölkerung um jährlich 3,16 % und damit sehr schnell. Von der Bevölkerung leben ca. 17 % in städtischen Regionen und ca. 83 % in ländlichen Regionen. In 262.490 Haushalten leben 1.028.015 Männer, 967.878 Frauen und 65 Transgender, woraus sich ein Geschlechterverhältnis von 106,2 Männer pro 100 Frauen ergibt und damit einen für Pakistan häufigen Männerüberschuss.
Die Alphabetisierungsrate in den Jahren 2014/15 bei der Bevölkerung über 10 Jahren liegt bei 38 % (Frauen: 25 %, Männer: 51 %) und ist damit die niedrigste in der Provinz Punjab.
| Jahr | Einwohnerzahl |
| ---- | ------------- |
| 1972 | 456.391       |
| 1981 | 638.921       |
| 1998 | 1.103.618     |
| 2017 | 1.995.958     |